# Tio Hugo
Tio Hugo es un municipio brasilero del estado de Rio Grande do Sul.

## Geografía
Su población estimada en 2004 era de 2.404 habitantes.